# История Славянска

Дорожный знак на въезде со стороны Краматорска

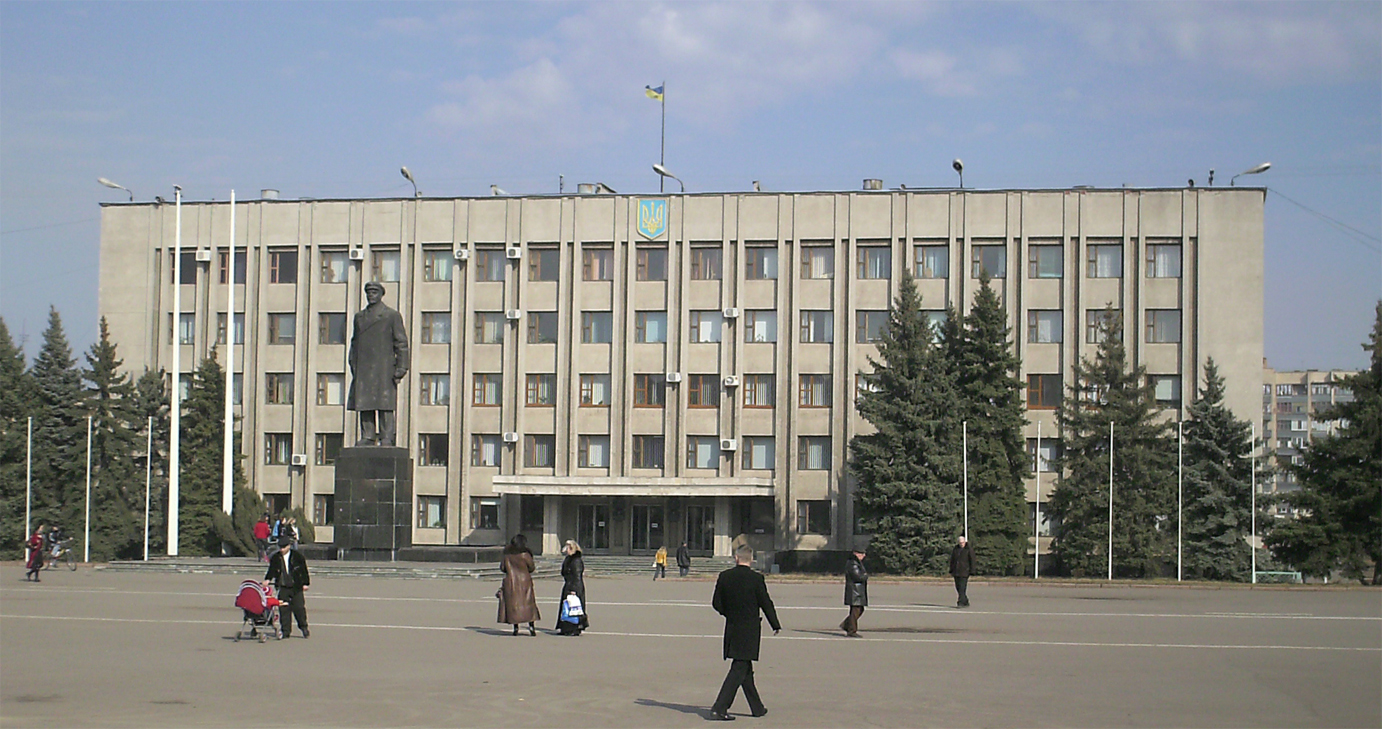
Славянский городской совет, 2008 год

Славянск был основан в 1645 году. Город выступал как форпост против крымских набегов на Русское государство.

## Предыстория
На территории современного Славянска и в его ближайших пригородах люди жили ещё в IV тысячелетии до н. э., что подтверждается исследованным поселением эпохи неолита.
Также обнаружены два поселения и несколько курганных погребений, относящиеся к эпохе бронзы — II тысячелетие до н. э.. К более поздним периодам относятся следующие археологические памятники: три сарматские погребения (II век до н. э.—I век н. э.), катакомбный могильник салтовской культуры (VIII—X века), а также кочевнические погребения IX—XIII веков.

## Основание города
Много лет популяризировался 1645 год, как дата основания. Но нет никаких документальных оснований утверждать, что современный Славянск заложен в 1645 году. Упоминание об объекте, называемом острожек (подобные строения, естественно, сооружались на Торских соляных озерах до и после 1645), не может служить достаточным основанием для трактования 1645 как даты основания города. Кроме того, ни в каких документах конкретно не прописан 1645 год, как дата сооружения этого острожка. Эта дата, фактически выдумана «краеведами», ими и популяризуется. 
Но в доступных документах однозначно и аргументированно годом основания современного Славянска указан 1676 год.

## XVII век
В 1663 у Маяцкого озера заложена крепость.
В 1664 году под прикрытием крепости на Торских озёрах был построен первый государственный солеварочный завод — началось производство казённой соли. Тут были построены варницы, амбары, появилось жилье работных людей курени и землянки. Население постепенно пополнялось переселенцами . Для защиты от татар возвели стену между Соленым и Пресным озёрами.
В 1676 году вблизи Торских озёр была построена крепость Тор, рядом с которым возникло селение, превратившееся в город Соляной. Жители города занимались солеварением, рыбной ловлей, охотой и торговлей. Этот год считается официальным годом рождения Славянска.
С 1685 года город Тор стал сотенным местечком Изюмского полка.
В 1696 году крепость в результате пожара практически полностью сгорела, но была заново отстроена.
В 1697 Тор был опустошен татарами.
Неурожай в 1698 и 1699 годах повлек за собой голод.

## XVIII век
В 1701 в городе и окрестностях вспыхнула чума.
В 1708 году Тор выдержал штурм участников Булавинского восстания под началом атамана Семёна Драного, который вскоре был разбит царскими войсками. При разделении России на восемь губерний город Тор 18 декабря 1708 был прописан к Азовской губернии, а с 1718 отошел к Киевской губернии.
В 1715 частное солеварение было запрещено, а заводы взяты в казну в ведение Соляного правления в Петербурге, продажа соли объявлена государственной монополией.
В 1738 была чумная эпидемия.
В 1740-е годы соляной завод был реконструирован: переоборудованы печи, появилась рассолоподъёмная машина для подачи соляного раствора по деревянным трубам из озёр. Возникли подсобные предприятия кузницы, столярная и слесарная мастерские, водяная и ветряная лесопилки.
В 1745 поля вокруг Тора опустошены саранчой.
Царским манифестом от 28 февраля 1765 казачество отменено, из казацких полков организованы уланские и гусарские, в их числе пять, вошедших в Слободско-Украинскую губернию.
К 1773 население Тора составило около 3900 чел., из них треть были солеварами. После того как стала возможной свободная доставка на внутренний рынок страны более дешевой крымской соли, производство местной соли сократилось.
Царским указом от 20 октября 1775 крепость Тор с уездом присоединена к ведомству Бахмутской провинции.
В 1782 солеварение стало убыточным из-за более дешёвой крымской и астраханской соли, а 21 декабря 1782 году издан указ азовского начальства о прекращении здесь выварки соли и вырубке лесов (для её выварки). Жители Тора в основном стали заниматься сельским хозяйством, пчеловодством и рыболовством, торговлей, ремеслами кожевенным, сапожным, ткацким, кузнечным.
По указу от 30 марта 1783 году крепость Тор была исключена из «Ведомости артиллерии и фортификации Российской империи».
22 января 1784 Тор был переименован в Словенск (народное название Словянск) и получил статус уездного города Екатеринославского наместничества.
22 ноября 1793 по прошению купеческого общества учреждена городская ратуша.
29 августа 1797 году Славянск становится заштатным городом Изюмского уезда Слободской губернии (в 1835 году переименованной в Харьковскую губернию).

## XIX век
В 1806 на средства купца Таранова-Белозёрова открыта больница на шесть мест.
В 1812 году на городском кладбище была воздвигнута новая Всесвятская церковь. Это было первое каменное здание в городе.
В 1820-е годы в городе возобновилось солеварение на каменном угле из Лисичанска. К середине века тут было уже 12 частных солезаводов. Кроме того, работали 8 салотопных предприятий, 3 кирпичных, 2 мыловаренных завода, табачная фабрика, более 30 мельниц. Каждый год проводились три ярмарки.
В 1827 году военный врач А. Я. Яковлев впервые использовал лечение грязью и купание в озере Репное для лечения больных солдат Чугуевского гарнизона. Через четыре года, в 1832 году, у озера было открыто отделение Чугуевского военного госпиталя (на 200 мест), в котором применялось грязелечение. Этот год считается датой основания Славянского курорта.
Постановлением кабинета министров от 9 июля 1831 варение соли вновь запрещено. Однако население нашло способ выпарки соли посредством градирования.
В 1836 на берегу озера Рапного появилось подобие первого курортного учреждения, где рапой из озера лечили больных офицеров чугуевских военных поселений.
В 1836—1840 гг. на центральной площади города был построен каменный Троицкий собор.
В 1847 эпидемия холера унесла 70 человеческих жизней, в 1848 из-за голода вследствие неурожая на кладбищах было похоронено 494 человека — половина всех рабочих города.
В 1852 году на государственные средства сооружена бальнеологическая лечебница для гражданского населения.
В 1869 году на Курско-Харьковско-Азовской железной дороге была построена железнодорожная станция Славянск.
В мае 1887 года А. П. Чехов писал:
Город — нечто вроде гоголевского Миргорода; есть парикмахерская и часовой мастер, стало быть можно рассчитывать, что лет через 1000 в Славянске будет и телефон. На стенах и заборах развешены афиши зверинца, под заборами экскременты и репейник, на пыльных и зеленых улицах гуляют свинки, коровки и прочая домашняя тварь. Дома выглядывают приветливо и ласково, на манер благодушных бабушек; мостовые мягки, улицы широки, в воздухе пахнет сиренью и акацией; издали доносится пение соловья, кваканье лягушек, лай, гармоника, визг какой-то бабы…
В 1870 году в доме Карякина (лаборатория ЦГБ) была открыта церковно-приходская школа.
В 1874 князь Кочубей и доктор Санжаревский открыли соляную скважину глубиной 110 м и продали её городу.
В 1876 году директором Славянского курорта был поставлен В. Н. Коссовский и по царскому указу курорт перешёл в собственность города.
В 1880 году в доме Зубашева (бывшая пельменная) было открыто женское народное училище (позже получившее название «Зелёная гимназия»).
1887 г. — построена железнодорожная ветка Славянск — Сользавод.
В 1891 году был построен первый деревянный мост через реку Торец.
8 февраля 1894 была сдана в эксплуатацию железнодорожная ветка продлена от Сользавода до Рапной.

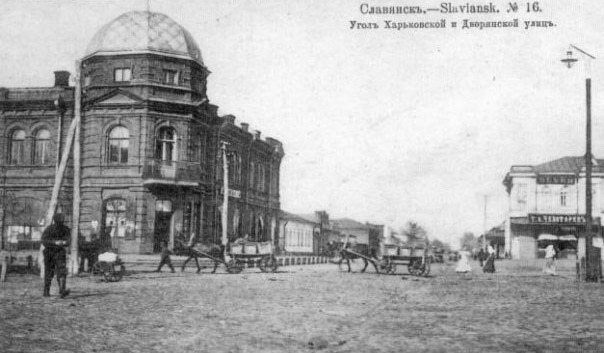
Открытка Славянска в конце XIX. века

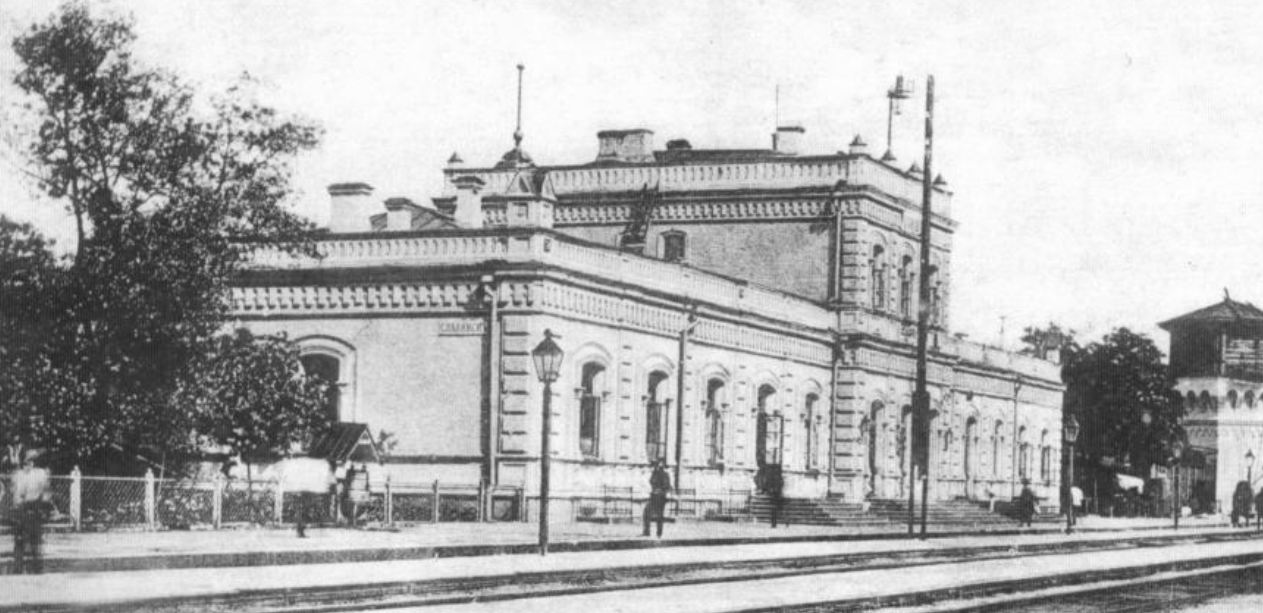
Вокзал

В 1895 году был построен и освящен храм в честь святого благоверного князя Александра Невского вблизи привокзальной площади станции Славянск. Его воздвигли труженики железной дороги в знак благодарности Богу за отмену крепостного права императором Александром II, небесным покровителем которого был святой благоверный князь Александр Невский. С южной стороны храма был установлен бронзовый памятник императору. С приходом советской власти начались годы гонений на Церковь. В начале 30-х годов в Свято-Александро-Невский храм станции Славянск власти допустили служить раскольников, которые заняли один из приделов храма.
По данным переписи 1897 года, в Славянске насчитывалось 16 тыс. жителей. В городе были женская гимназия, три училища, около десятка школ.
В 1897—1898 гг. построен содовый завод Южно-Русского общества с участием немецкого и французского капитала.
В конце XIX начале XX века в городе действовали 2 чугунолитейных, механический, 23 солеваренных, 4 кирпичных завода, 3 паровые мельницы, фарфоровое и макаронное производства, содовый и химический заводы, фабрика терракотовых плиток.
С 1900 года Краеведческий музей — первое мещанское училище. Шнурков строит городскую больницу.
С 1900 улицы начали мостить брусчаткой.

## Начало XX века
В 1901 построена фабрика терракотовых плиток Дзевульского и Лянге (в советское время — керамкомбинат).

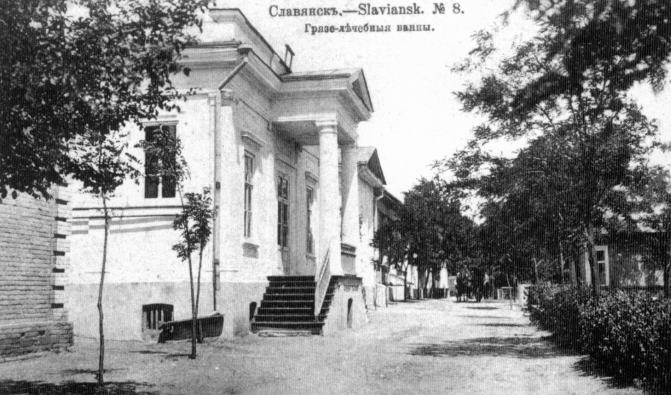
Грязе-лечебные ванны в начале XX века

В 1902 году Шнурков строит мужское Реальное училище.
В 1903 году земство строит Городской банк (магазин № 19). Также создано отделение Азовско-Донского коммерческого банка.
В 1904 году на базе Торских соляных месторождений создаётся Бахмутский соляной синдикат.
В 1905 году строится Керамическое техническое училище (сейчас химико-технологический техникум). Построен дом Успенского («Вилла Мария»).
В 1907 году на международной выставке в Бельгии, проходившей в городе Спа, целебная грязь Славянского курорта была удостоена высшей награды — Большой Золотой медали.
В 1908 году купцы открыли кинотеатр «Мираж» (дом Михайловского), сейчас на этом универмаг.
В 1910 году умер Шнурков Авксений Васильевич — «главный» благотворитель, самый богатый человек в городе.

Часовня-склеп Залесских. Фото — 2010 года.

В 1911 — была построена железная дорога Краматорская — Лиман и открыта станция Славянский курорт.
В 1912 году была построена грязелечебница.
1915 год — начал производить продукцию вывезенный из Риги фарфоровый завод Эссена, впоследствии ставший основой арматурно-изоляторного завода.
— завершилось строительство земской больницы.

## Украинская революция
Летом 1917 года на выборах обновленной городской думы победили меньшевики и председателем стал Немерюк. Большевики в городе взяли власть 2 октября (по старому стилю). Фактически власть еще с весны полностью принадлежала Советам рабочих, крестьянских и солдатских депутатов. Борьба велась только внутри самих Советов — между большевиками и меньшевиками (РСДРП). В результате в Славянске большевики победили (мирным путём — через выборы) за две недели до вооруженного восстания в Петербурге. После изгнания из Советов меньшевиков в городе был образован большевистский революционный комитет в составе 10 человек. Первым председателем Совета рабочих, крестьянских и солдатских депутатов стал Петр Иванович Шишков. В августе 1917 года в Славянске началось издание местной газеты.
В декабре 1917 года началось наступление красногвардейских отрядов с целью установить контроль над ключевыми железнодорожными станциями региона (Лозовая, Синельниково и Славянск) и не допустить соединения сил атамана А. М. Каледина и войск украинской Центральной рады.
20 или 23 апреля 1918 года немцы заняли Славянск. В ходе наступления в январе 1919 сводный отряд Красной Гвардии под командованием П. В. Егорова (1360 человек) при поддержке со стороны местных отрядов разгромил действовавшие здесь отряды гайдамаков и закрепился в указанных районах.
18 марта 1919 в здании купеческого собрания (ныне ДК Ленина) состоялся первый губернский съезд Советов.
26 марта 1919 в Славянске была создана болгарская коммунистическая группа (30 коммунистов и сочувствующих), которую возглавил Стойко Панайотов.
С мая 1919 года до ноября 1919 года, территория г. Славянска была занята Добровольческой армией генерала А. И. Деникина. Осенью приезжал белогвардейский генерал Кутепов. Он встречался в Святогорске с бывшим киевским митрополитом Храповицким.
18 декабря 1919 года перешли в наступление войска Южного фронта РККА, в ходе которого в направлении на Славянск, Юзовку и Новониколаевку наступала 13-я армия РККА.

## Межвоенное время
В ноябре 1920 по указу СНК УССР национализированы заводы.
В 1922 году два санатория и экспроприированные частные дачи были объединены в единое курортное учреждение на 750 мест.
С 1923 года по февраль 1940 года в городе Славянске находился 239-й стрелковый полк 80-й стрелковой дивизии Украинского военного округа, управление дивизии в г.Бахмуте. В июле 1928 года приказом РВС СССР полку было присвоено новое наименование — 239-й стрелковый Артёмовский полк.
Апрель 1929 — наводнение в городе.
С 1930-х, в ходе индустриализации началось развитие промышленности, развернулось стахановское движение — всесоюзную известность получил машинист паровозного депо станции Славянск Пётр Кривонос, который разработал способ удвоить техническую скорость движения гружёных железнодорожных составов.
В 1934 году Славянский курорт получил статус всесоюзного курорта.
В 1930 годы Троицкий собор стал кинотеатром «Кино Ким», в 1937 году был закрыт Свято-Александро-Невский храм (в здании был открыт спортивный зал, а позднее оно использовалось как столовая).
В 1938 был открыт русский драматический театр.
Перед началом Великой Отечественной войны в городе работали более 20 предприятий союзного и республиканского значения, 8 санаториев. В городе действовали 4 больницы, роддом, 5 поликлиник, 16 детских дошкольных учреждений, 23 общеобразовательных школы, 6 средних специальных учебных заведений (педшкола, химический и железнодорожный техникумы, фельдшерско-акушерская школа и две школы медсестёр), 9 кинотеатров, 12 клубов, 23 библиотеки.

## Вторая мировая война
22 октября 1941 года в связи с приближением к городу линии фронта, в Славянске начали сосредотачиваться войска Юго-Западного фронта. Для действий в тылу немецких войск был создан Славянский партизанский отряд под командованием М. И. Карнаухова, однако в связи со сложной обстановкой на фронте отряд длительное время был вынужден действовать на линии фронта, как подразделение, приданное регулярным частям РККА. Более пяти месяцев отряд оборонял село Сидорово, действия партизан получили высокую оценку фронтового командования.
25 октября 1941 года город был оккупирован немецкими захватчиками. С разрешения немецкой оккупационной администрации, в городе был открыт Троицкий собор, богослужения в котором велись до 1943 года.
18 января 1942 года начали наступление войска смежных флангов Юго-Западного и Южного фронтов (38-я, 6-я, 57-я и 37-я армии), в результате которого немецкие войска были оттеснены, но продолжали удерживать район Балаклеи и Славянска, не позволяя расширить прорыв. Тем не менее, 22-24 января 1942 года 1-й и 6-й кавалерийские корпуса вышли к железной дороге Красный Лиман — Славянск. К началу февраля 1942 года действия советских войск сковали значительные силы противника в районе Балаклея — Лозовая — Славянск.
После начала наступления советских войск на Харьков 12 мая 1942 года, утром 17 мая 1942 года 11 дивизий из состава армейской группы «Клейст» перешли в наступление из района Славянск — Краматорск против 9-й и 57-й армий Южного фронта.
17 февраля 1943 года освобождён от германских войск советскими войсками Юго-Западного фронта в ходе Ворошиловградской операции:
- 1-й гвардейской армии в составе: 4-го гвардейского стрелкового корпуса (генерал-майор Н. А. Гаген) в составе: 41-й гв. сд (генерал-майор Н. П. Иванов), 57-й гв. сд (генерал-майор А. П. Карнов), 195-й сд (полковник В. П. Каруна).
- 17-й воздушной армии в составе: 207-й гв. иад (полковник Осадчий, Александр Петрович) 3-го смешанного авиакорпуса (генерал-майор авиации Аладинский, Владимир Иванович)[29].

В этих условиях немецкое военное командование, учитывавшее возможность продолжения наступления советских войск и угрозу флангового удара по немецкой группировке, 21 февраля 1943 создало армейскую группу "Кемпф" в составе пяти дивизий, привлекло часть сил 1-й танковой армии генерала Клейста и нанесло контрудар в направлении Краматорск, Славянск, Изюм.
25 февраля 1943 года вторично оккупирован. За 7 дней советской власти в феврале 1943 было мобилизовано около 20 тысяч жителей, из них погибло 18 тысяч (всего — 22 тысячи).
После завершения сражения на Курской дуге в августе 1943 года занимавшая оборону по левому берегу реки Северский Донец 3-я гвардейская армия получила приказ перейти в наступление, форсировать реку на участке Лисичанск - Славяносербск, овладеть рубежом Славянск - Краматорск - Артемовск. Перед фронтом армии оборонялись дивизии 1-й танковой армии вермахта, при этом немцы особенно сильно укрепляли краматорско-славянское направление (которое позволяло советским войскам в случае успеха самым коротким путем достичь центральных районов Донбасса). На переднем крае и в глубине обороны были сооружены железобетонные и дерево-земляные укрепления, подступы к которым прикрывались огнем артиллерии и миномётов, были оборудованы промежуточные и отсечные позиции. На подступах к Славянску, по западному берегу рек Бахмутка, Казённый Торец и Кривой Торец сооружались опорные пункты с развитой системой траншей и ходов сообщения, подступы к которым прикрывались минно-взрывными заграждениями. 2 сентября 1943 года командир 34-го гв. стрелкового корпуса РККА уточнил поставленные перед войсками задачи и утвердил задачу освободить город Славянск.
6 сентября 1943 года город был освобождён от германских войск войсками Юго-Западного фронта в ходе Донбасской операции:
- 3-й гвардейской армии в составе: 34-го гв. ск (генерал-майор Н. М. Маковчук) в составе: 297-й сд (полковник Матвеев, Митрофан Ильич), 61-й гв. сд (генерал-майор Лозанович, Леонид Николаевич) .
- 17-й воздушной армии в составе: 5-й гв. шад (полковник Коломейцев, Леонид Викторович) 1-го смешанного авиакорпуса (генерал-майор авиации Шевченко, Владимир Илларионович).

Войскам, участвовавшим в освобождении Донбасса, в ходе которого они овладели Славянском, Краматорском и другими городами, приказом Верховного Главнокомандующего И. В. Сталина от 8 сентября 1943 года объявлена благодарность и в Москве дан праздничный салют 20-ю артиллерийскими залпами из 224 орудий.
Приказом Верховного Главнокомандующего И. В. Сталина в ознаменование одержанной победы соединения, отличившиеся в боях за освобождение города Славянск, получили наименование «Славянских»:
- 297-я стрелковая дивизия (полковник Матвеев, Митрофан Ильич)
- 61-я гвардейская стрелковая дивизия (генерал-майор Лозанович, Леонид Николаевич)[29].

В период нацистской оккупации в городе действовала управа, за порядком присматривали полицаи. В начале декабря 1941 года отрядом зондеркоманды 4Б были расстреляны все евреи города, то есть более тысячи человек — мужчин, женщин и детей, не успевших эвакуироваться.
В ходе оккупации немцы разрушили все 25 заводов и фабрик города. Среди них: «Коксохиммонтаж», содовый завод «Красный химик», новосодовый, силикатный, толевый и авторемонтный заводы, изоляторный завод имени Артёма, керамический завод им. Крупской, завод кислотоупорной керамики, заводы «Красный металлист», «Красный литейщик», железнодорожное депо и мастерские станции Славянск, макаронная, карандашная и мебельная фабрики, фабрика школьного оборудования и другие. Специальные команды СС подожгли и взорвали здания и оборудование электроподстанции, водокачки, узла связи, хлебозавода, мельницы и два моста через реку Торец. Особые команды «факельщиков» сожгли здания и инвентарь 23 средних и неполных средних школ, школы глухонемых, педагогического училища, химического и железнодорожного техникумов. Разрушены и сожжены городской театр имени Ленина на 900 мест, краеведческий музей, городская библиотека, пионерский клуб, железнодорожные больницы и родильные дома, все шесть поликлиник города, две аптеки, две медицинских лаборатории и станция скорой помощи. Кроме того, было сожжено 1082 жилых дома.
Лечебные учреждения славянского курорта также были полностью уничтожены фашистами. Они разрушили травматологический и бальнео-физиотерапевтический институты, грязелечебницу и все 8 санаториев курорта с десятками подсобных зданий. Парк и старинный сосновый бор курорта вырубили.
После освобождения города, в 1944 году в Славянске был вновь открыт Свято-Александро-Невский храм. Это событие совпало со днём памяти святого благоверного князя Александра Невского. Позднее храм получил статус собора.

## 1945—1991
В 1948 году мебельная фабрика начала выпуск продукции.
В 1951 году началось строительство Славянской ГРЭС.
В 1954 году введена в строй первая турбина Славянской ТЭС мощностью 100 МВт. На базе учительского института (существовал с 1939 г.) основан Славянский педагогический институт.
В 1955 году в Славянске установлен памятник Т. Г. Шевченко. Пьедестал невысокий, украшенный лепниной. Сверху, на камне, в задумчивости сидит Т. Г. Шевченко. Памятник простоял более тридцати лет.
В 1956 году в городе действовали арматурно-изоляторный завод, металлообрабатывающий завод «Машчермет», завод строительных машин, завод керамических изделий, толевый завод, карандашная фабрика и мебельная фабрика. В городе имелся педагогический институт, три техникума, медицинское училище, 15 средних школ, 24 семилетние школы, 31 начальная школа, 63 библиотеки, 12 клубов, 3 Дома культуры и 4 кинотеатра.
В 1957 году с пуском пятой турбины достигнута проектная мощность ГРЭС — 500 МВт.
В 1959 году численность населения Славянска составляла 99 тыс. человек. Также, в 1959 году номерные санатории объединены в один, который получил название «Донбасс».
9 октября 1966 года была введена в эксплуатацию первая очередь Славянского завода высоковольтных изоляторов.
В 1967 году была введена в строй первая очередь Славянской ГРЭС имени 50-летия Великой Октябрьской Социалистической Революции (два энергоблока), в 1971 году строительство ГРЭС было завершено, её мощность составила 2100 МВт
В 1972 году здание бывшего Троицкого собора, в котором в 1960-е годы работал городской читальный зал, было разрушено.
В 1974 году был открыт Славянский краеведческий музей.
В 1975 году в городе действовали арматурно-изоляционный завод, завод строительных машин, комбинат керамических изделий, солькомбинат, карандашная фабрика, мебельная фабрика.
В 1976 году введена в эксплуатацию троллейбусная линия, соединившая Центр города с микрорайоном Артема.
В 1980 году принял отдыхающих санаторий «Юбилейный».
В 1983 году в городе действовали два детских санатория (125 мест), и профессиональные санатории «Донбасс» (608 мест) и «Славянский» (320 мест).
В 1986 году в городе была построена и начала работу грязелечебница.

## После 1991
В 2000 году на Славянском курорте был открыт бювет минеральной воды.
В 2001 году был убит журналист, директор местной телекомпании «ТОР» И. А. Александров.
На президентских выборах 2004 года город голосовал за Януковича (90,98 %), Ющенко (6,77 %).
19 апреля 2011 года Славянск стал курортом государственного значения
28 мая 2014 года на очередном заседании городского Совета депутатов российского города Щёлково (Московская область) по инициативе депутатской группы «Наш город — Щёлково» принято решение об установлении побратимских связей со Славянском. Стороны приступили к переговорам, подписание документа было намечено на первую половину июня.

#### Противостояние в Славянске
После провозглашения 7 апреля 2014 года Донецкой Народной республики, 12 апреля 2014 года в Славянске сторонники Донецкой Народной Республики заняли административные здания, здания СБУ и райотдела милиции, вслед за этим группа вооруженных активистов, называющие себя Народным ополчением Донбасса и сторонники Донецкой Народной Республики оборудовали несколько блокпостов и начали строительство баррикад. Городская голова Неля Штепа выступила с заявлением, что власти и жители города поддерживают требование «Народного ополчения Донбасса» о проведении референдума. Позже, Нелли Штепа сделает заявление, что выступить с заявлением о поддержке требования «Народного ополчения Донбасса», её заставили сделать под угрозой смерти, применяя насилие. Бойцы спецподразделения милиции Донецкой области (бывшие сотрудники донецкого отряда «Беркут») отказались выехать на подавление волнений в Славянске и, изменив присяге, перешли на сторону ополченцев. Над зданием облуправления внутренних дел в Донецке был поднят флаг Народного ополчения Донбасса.
13 апреля 2014 МВД Украины объявило о начале «антитеррористической операции» в Славянске. В Славянск были направлены части украинской армии при поддержке БТР и двух вертолётов
В районе города начались боевые действия. 5 июля 2014 года подразделения армии и МВД Украины вернули Славянск под контроль украинского правительства.